# Alec Wilder
Pour les articles homonymes, voir Wilder.
Alec Wilder (16 février 1907 - 24 décembre 1980) est un compositeur américain qui fut une figure majeure de la musique populaire américaine, créant plusieurs centaines de chansons, incluant les célèbres I'll Be Around, It's So Peaceful in the Country et While We're Young. Plusieurs de ses compositions seront enregistrées par des grands de la chanson aux États-Unis comme Mabel Mercer, Mildred Bailey, Frank Sinatra et Bing Crosby.
William Engvick a été un de ses paroliers réguliers.
Il meurt le 24 décembre 1980, d'un cancer du poumon.

## Filmographie
Il a beaucoup travaillé pour le réalisateur Jerome Hill (Albert Schweitzer, The Sand Castle, Open the Door and See All the People).

### Comme compositeur
- 1946 : All the Cats Join in
- 1946 : La Boîte à musique (Make Mine Music)
- 1957 : Albert Schweitzer
- 1957 : Pinocchio (TV)
- 1958 : Hansel and Gretel (en) (TV)
- 1961 : The Sand Castle
- 1964 : Open the Door and See All the People

### Comme acteur
- 1961 : The Sand Castle
- 1964 : Open the Door and See All the People : Dan, Alma's Husband